# Académos
Dans la mythologie grecque, Académos (en grec ancien Ἀκάδημος / Akádêmos) est un héros athénien. Il évite le siège d'Athènes par les Dioscures en leur indiquant l'endroit où leur sœur Hélène, enlevée par Thésée, est retenue.

## Mythe

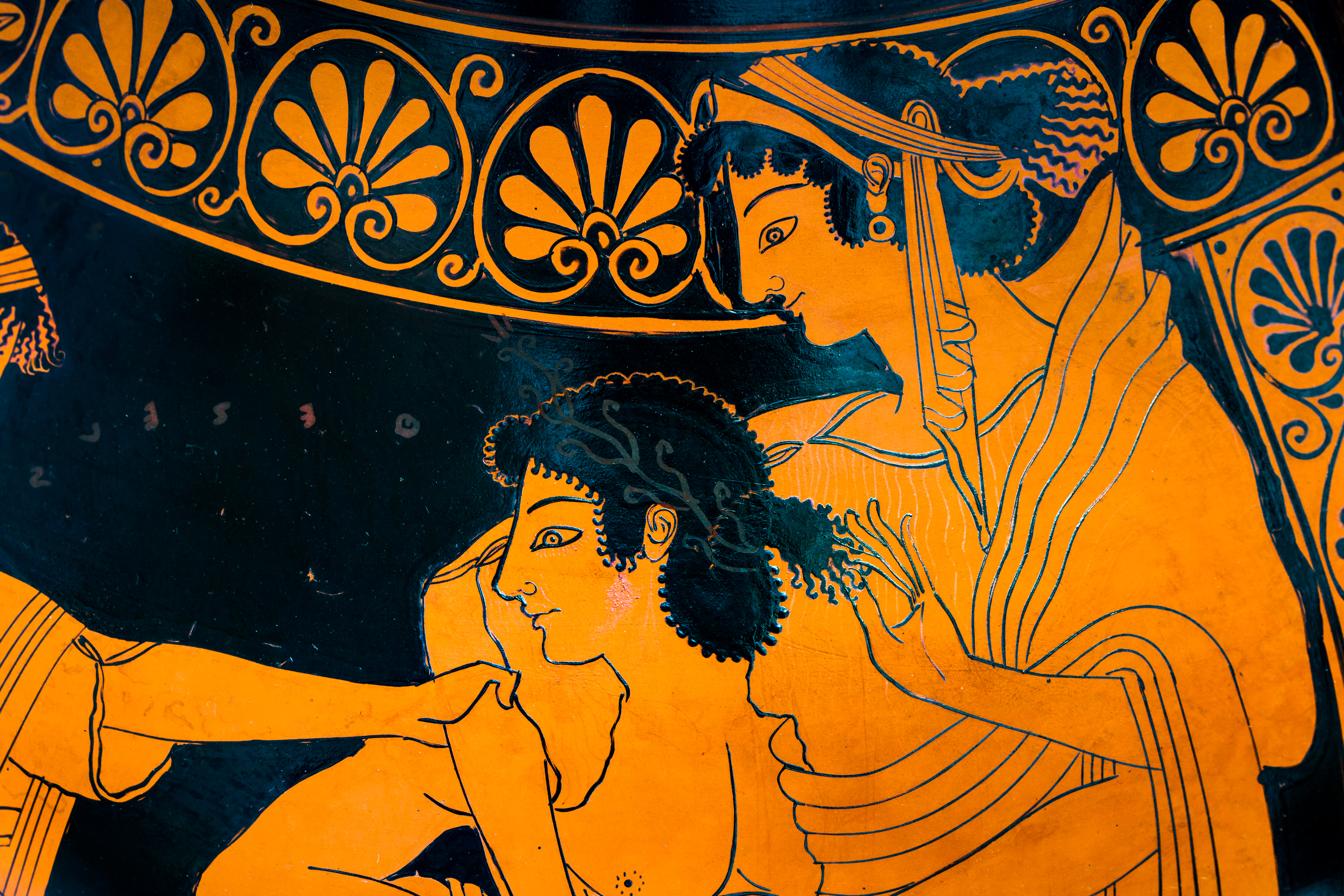
L'enlèvement d'Hélène par Thésée représenté sur un vase attique à figures rouges d'Euthymidès, vers -510

Plutarque, dans le passage des Vies parallèles consacré à la biographie de Thésée, rapporte que le roi athénien, lorsqu'il devient veuf à l'âge de 50 ans, décide d'enlever la belle Hélène alors âgée de 12 ans (donc bien avant qu'elle se marie à Ménélas, qu'elle soit enlevée par Pâris et cause la guerre de Troie). En raison de cet outrage, ses frères jumeaux Castor et Pollux, les Dioscures, envahissent l'Attique pour libérer leur sœur et menacent de détruire Athènes. Académos épargne la ville en leur indiquant où la trouver, à Aphidna. Les Dioscures lèvent alors le siège et par la suite, ne manquent jamais de le combler de bienfaits.

## Postérité

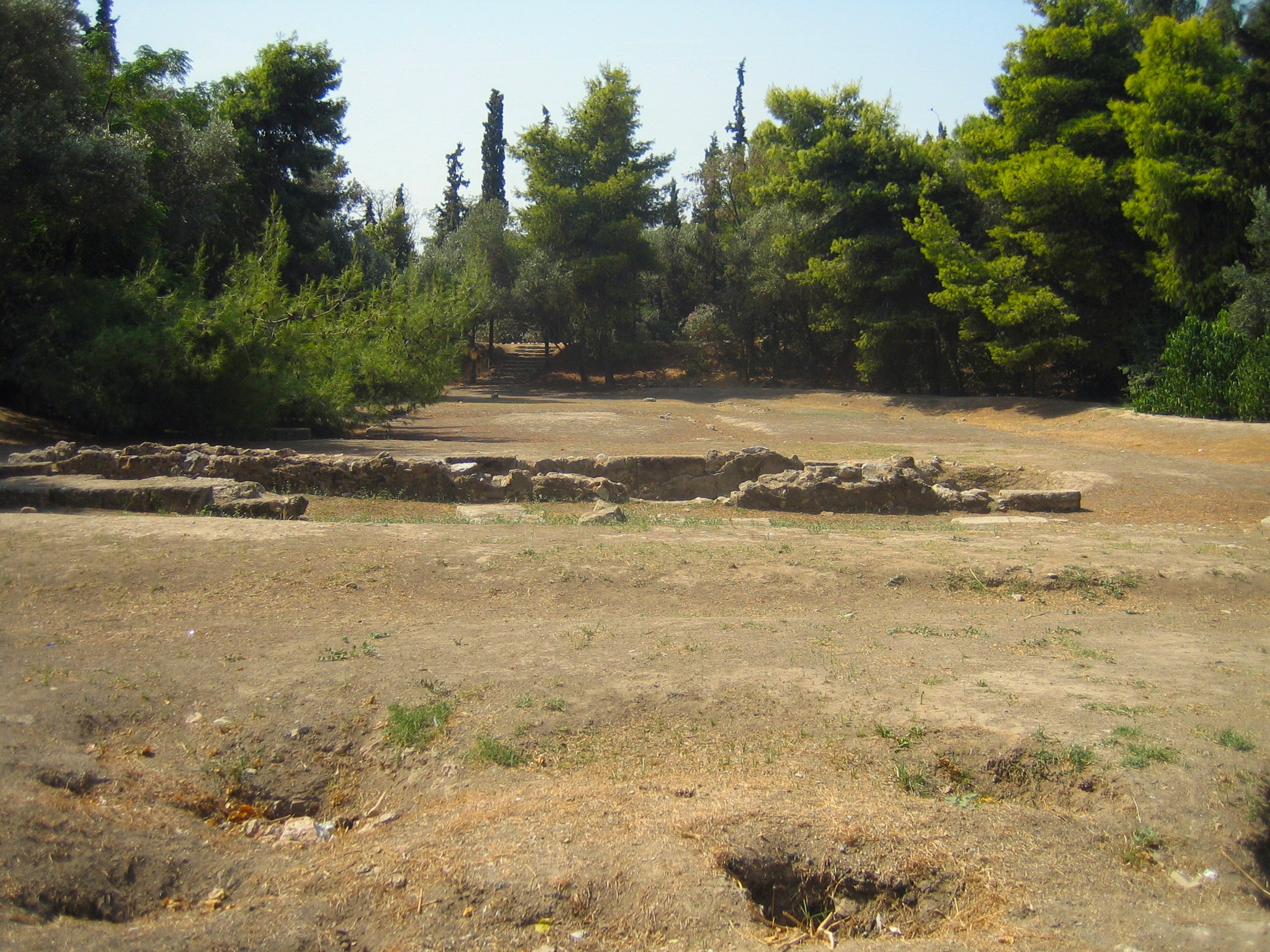
Les vestiges archéologiques de l'Académie de Platon à Athènes.

Des jardins plantés de platanes et d'oliviers sont ensuite dédiés à Académos dans le nord-ouest d'Athènes à l'endroit supposé être son lieu de sépulture. Ils sont à l'origine de l'Académie de Platon.
Chaque fois que les Lacédémoniens envahissent l'Attique, ils épargnent toujours les terres appartenant à Académos qui se trouvent sur le Céphise à six stades d'Athènes.